# Meghyperus sudeticus
Meghyperus sudeticus is een vliegensoort uit de familie van de Atelestidae. De wetenschappelijke naam van de soort is voor het eerst geldig gepubliceerd in 1850 door Loew.